# Naoya Tomita
Pour les articles homonymes, voir Tomita.
Naoya Tomita (冨田 尚弥, Tomita Naoya) est un nageur japonais, spécialisé dans les courses de brasse. Il a obtenu plusieurs médailles d'or au niveau international.

## Palmarès

### Championnats du monde
En décembre 2010, lors des championnats du monde de natation en petit bassin 2010, Guilherme Naoya Tomita remporte la finale du 200 m brasse avec un temps de 2 min 3 s 12, devant le Hongrois Dániel Gyurta et l'Australien Brenton Rickard.
| Médaille | Compétition                                            | Épreuve      | Temps        | Lieu           | Date             |
| Or       | Championnats du monde de natation en petit bassin 2010 | 200 m brasse | 2 min 3 s 12 | Dubaï (E.A.U.) | 17 décembre 2010 |

### Coupe du monde
Dans le cadre de la Coupe du monde de natation FINA 2010 en petit bassin  qui se tient à Singapour du 16 au 17 octobre 2010, Tomita remporte l'or dans le 200 m brasse en 2 min 5 s 43.
| Médaille | Compétition         | Épreuve      | Temps        | Lieu      | Date            |
| Or       | Coupe du monde 2010 | 200 m brasse | 2 min 5 s 43 | Singapour | 16 octobre 2010 |

### Jeux asiatiques
Lors des Jeux asiatiques 2010 qui se sont tenus à Guangzhou (Chine) du 13 au 27 novembre 2010, Tomita remporte l'or dans le 200 m brasse en 2 min 10 s 36.
| Médaille | Compétition          | Épreuve      | Temps         | Lieu              | Date             |
| Or       | Jeux asiatiques 2010 | 200 m brasse | 2 min 10 s 36 | Guangzhou (Chine) | 18 novembre 2010 |

## Meilleurs temps personnels
Les meilleurs temps personnels établis par Naoya Tomita dans les différentes disciplines sont détaillés ci-après.
| Épreuve      | Temps        | Compétition                     | Lieu           | Date           |
| 50 m brasse  | 28 s 05      | Mutual of Omaha Pan Pacific ... | Irvine (USA)   | 20 août 2010   |
| 100 m brasse | 1 min 1 s 04 | Duel in the Pool                | Canberra (AUS) | 9 mai 2009     |
| 200 m brasse | 2 min 1 s 32 | Japanese Championships          | Hamamatsu      | 1er avril 2009 |

| Épreuve               | Temps        | Compétition                                            | Lieu            | Date             |
| 50 m brasse           | 27 s 22      | FINA/ARENA Swimming World Cup                          | Singapore (SIN) | 16 octobre 2010  |
| 100 m brasse          | 57 s 97      | Championnats du monde de natation en petit bassin 2010 | dubaï           | 15 décembre 2010 |
| 200 m brasse          | 2 min 3 s 12 | Championnats du monde de natation en petit bassin 2010 | Dubaï           | 17 décembre 2010 |
| 200 m 4 nages         | 2 min 6 s 02 | FINA/ARENA Swimming World Cup                          | Singapore (SIN) | 17 octobre 2010  |
| 100 m brasse (relais) | 57 s 49      | Championnats du monde de natation en petit bassin 2010 | Dubaï           | 19 décembre 2010 |